# توکوگاوا یوشی‌هیسا

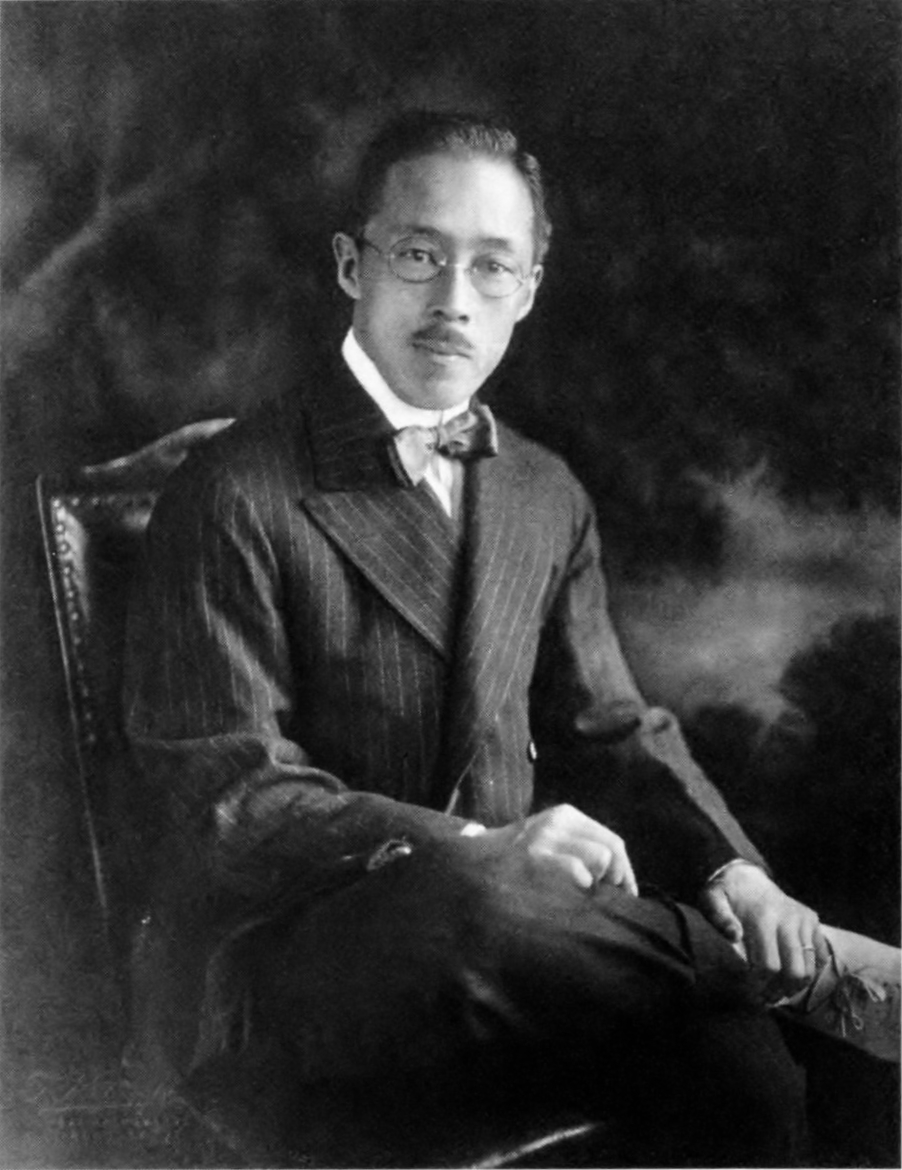
تصویر

توکوگاوا یوشی‌هیسا (به ژاپنی: 德川 慶久 とくがわ よしひさ)، (۲ سپتامبر ۱۸۸۴ (۱۷ میجی) - ۲۲ ژانویه ۱۹۲۲ (۱۱ تایشو)) هفتمین پسر توکوگاوا یوشینوبو و سیاستمدار ژاپنی بود. او دوک درجه سه و نشان طبقه سوم بود. اطرافیانش او را با محبت «کی کیو-ساما» صدا می‌زدند، با تلفظی که موقع خواندن به کار می‌بردند. مادر او شینمورا نوبو،  همسر غیراصلی توکوگاوا یوشینوبو بود.
او در مناصب مختلفی از جمله عضویت در مجلس اعیان (ژاپن)، مدیر بانک اول و رئیس شورای ارث اموال اعیان خدمت کرد.